# Butlerville
Butlerville és una població dels Estats Units a l'estat d'Ohio. Segons el cens del 2000 tenia 231 habitants.

## Demografia
Segons el cens del 2000, Butlerville tenia 231 habitants, 80 habitatges, i 69 famílies. La densitat de població era de 594,6 habitants per km².
Dels 80 habitatges en un 42,5% hi vivien nens de menys de 18 anys, en un 68,8% hi vivien parelles casades, en un 10% dones solteres, i en un 13,8% no eren unitats familiars. En el 13,8% dels habitatges hi vivien persones soles el 3,8% de les quals corresponia a persones de 65 anys o més que vivien soles. El nombre mitjà de persones vivint en cada habitatge era de 2,89 i el nombre mitjà de persones que vivien en cada família era de 3,16.
Per edats la població es repartia de la següent manera: un 27,3% tenia menys de 18 anys, un 12,1% entre 18 i 24, un 31,6% entre 25 i 44, un 21,2% de 45 a 60 i un 7,8% 65 anys o més.
L'edat mediana era de 34 anys. Per cada 100 dones de 18 o més anys hi havia 104,9 homes.
La renda mediana per habitatge era de 46.458 $ i la renda mediana per família de 47.083 $. Els homes tenien una renda mediana de 32.813 $ mentre que les dones 25.417 $. La renda per capita de la població era de 15.916 $. Cap de les famílies i el 0,9% de la població estaven per davall del llindar de pobresa.

## Poblacions més properes
El següent diagrama mostra les poblacions més properes.